# Nicola Grauso
Nicola Grauso, detto Nichi (Cagliari, 23 aprile 1949 – Cagliari, 18 maggio 2025), è stato un imprenditore, editore e politico italiano.

## Biografia
Figlio di Mario, un commerciante di origine napoletana, si laureò in giurisprudenza presso l'Università di Cagliari nel 1975. 

### La nascita di Radiolina
Nel 1975 Nicola Grauso diede vita a Radiolina, la prima radio privata in Sardegna e tra le prime in tutta Italia, certamente la più antica tra quelle sopravvissute. L'avventura ebbe inizio in un appartamento di viale Marconi a Quartu Sant'Elena il 19 giugno 1975 grazie a un trasmettitore militare recuperato in un mercato di apparecchiature e residuati bellici a Livorno, due piatti e un piccolo mixer. Presto la stazione radio si trasferì in vico Duomo 1, nel quartiere Castello di Cagliari, per poter avere una postazione di emissione più elevata e raggiungere un maggior numero di utenti. Le trasmissioni di un certo spessore andarono in onda dalle 7 alle 24 e riscossero ampi consensi, perché nell'isola la novità di una radio libera organizzata fu forte. Nel palinsesto vi erano le tradizionali dediche, l'informazione e la musica trascinata da Super Arsenico, un medico che al termine del lavoro di corsia passava alla consolle della radio, trasmettendo i messaggi degli ascoltatori e tutto quello che era alternativo: dalla musica rock, al folk e al jazz. Inizialmente Grauso e i suoi collaboratori venivano considerati come dei pirati e ai sensi della Legge 103 del 1975 arrivarono le prime denunce penali. Per quattro giorni, dal martedì 9 a sabato 12 luglio 1975, furono costretti alla forzata interruzione delle trasmissioni. Nonostante l'offensiva ministeriale, il blocco all'occupazione delle frequenze venne presto superato perché, alla fine del settembre 1975, il giudice competente prosciolse i responsabili della radio con una motivazione ben precisa: alle emittenti locali via etere non si dovevano applicare le disposizioni sul monopolio delle radiodiffusioni. Una sentenza storica che fece scalpore a livello nazionale e da apripista per tutte le emittenti. In seguito però la sentenza assolutoria venne impugnata dalla Procura della Repubblica e Radiolina fu nuovamente in attesa di giudizio.  Nonostante le vicissitudini burocratiche, l'emittente non si fermò e a pochi mesi dall'esordio si ampliò sia nella diffusione che nel palinsesto arrivando a coprire le 24 ore e buona parte del comprensorio. La vera libertà d'antenna arriverà solo il 28 luglio 1976 con la celebre sentenza numero 202 della Corte Costituzionale che affermò il principio della non invocabilità della limitatezza delle frequenze per quello che riguardava le trasmissioni in ambito locale.

### Videolina
Il 6 settembre 1975, a pochi mesi dall'inizio dell'avventura radiofonica, Grauso decise di andare alla conquista anche del mondo televisivo iniziando le trasmissioni di Videolina. Con l'esordio della prima televisione via etere della Sardegna e di poche altre emittenti della penisola, si diede inizio alla storia dell'emittenza privata in Italia. «Nata quando era difficile nascere»: così recitava uno degli slogan di Videolina per sottolineare come l'emittente televisiva cagliaritana avesse contribuito ad aprire una breccia nel monopolio della comunicazione allora ad esclusivo appannaggio della Rai. Agli esordi trasmise dal canale UHF 38, seppure solo per poche ore al giorno. Il primo palinsesto di Videolina proponeva programmi in bianco e nero, i cartoni animati di Bruno Bozzetto e i film del neorealismo rosa. Non mancavano notiziari, sport locale  e il folklore isolano. Qualche mese più avanti, e soltanto in modo parziale, le trasmissioni passeranno al sistema colore PAL114, precedendo nell'occasione la Rai, che inizierà a trasmettere regolarmente a colori solo dal 1º febbraio 1977 per 3 ore al giorno su ognuna delle due reti allora in onda.
Nel 1979 Grauso rilevò altre due emittenti nel frattempo nate a Cagliari, La Voce Sarda e Bibisì, iniziando una fase di espansione completata dal posizionamento di  trasmettitori e ripetitori sulle vette di tutta l'isola creando “ponti elettronici” che saranno utilizzati anche dalle reti di Silvio Berlusconi. Lo spirito pionieristico di Videolina dei primi tempi non esisteva più: al suo posto era sorta un'azienda vera e propria, il cui segnale raggiungeva l'80% della popolazione sarda.
Nel 1982 Nicola Grauso fu tra i pochi editori a restare vicino a Maurizio Costanzo (cosa che Costanzo dichiara di non aver mai dimenticato), estromesso dal piccolo schermo a causa dello scandalo P2 in cui si ritrovò coinvolto. Il re dei talk show condusse su Videolina, per 14 settimane, la trasmissione domenicale “Dopo cena”, esperienza che precedette la nascita del Maurizio Costanzo Show su Rete 4.
Un'altra scelta editoriale importante che fece di Videolina un punto di riferimento per i sardi fu quella di puntare sull'informazione, arrivando nel 1988 a mandare in onda, in maniera continuativa (sul modello della CNN), un telegiornale identico ogni mezz'ora, con possibilità di eventuali aggiornamenti e sviluppi delle notizie. I telespettatori abbandonarono così l'abitudine dell’ascolto del telegiornale in determinate ore prefissate.

### Il successo e l'acquisto deL'Unione Sarda
Il 17 maggio 1985, grazie al successo dell'ormai decennale esperienza editoriale di Videolina e Radiolina, Nicola Grauso acquistò il principale quotidiano dell'isola L'Unione Sarda.  All'epoca dell'acquisizione, il giornale risultava essere, insieme a L'Osservatore Romano, l'ultimo quotidiano a utilizzare ancora piombo e linotype. Con un ulteriore investimento di 20 miliardi di lire, Grauso in poco tempo rivoluzionò il quotidiano che viene profondamente modernizzato. Nel 1986 arrivarono i primi computer in redazione e si avviò il procedimento di elettrificazione e  telematizzazione della stampa, sostituendo quella a piombo. Nella redazione dell'Unione Sarda si assistette a una vera e propria rivoluzione, un cambiamento “culturale” di valenza epocale. Tutti iniziarono a seguire i corsi di riqualificazione e si prepararono al nuovo modo di operare.
A questa fase evolutiva contribuì anche l'inaugurazione, nel 1987, di un moderno centro stampa. Il nuovo impianto permise la stampa del quotidiano sino a quaranta pagine, anche a colori e con inserti speciali, linee di confezione-spedizione d'avanguardia e stampe di quotidiani nazionali come Corriere della Sera, Corriere dello Sport - Stadio, La Gazzetta dello Sport, Il Sole 24 Ore, tutti trasmessi per via telematica dal continente. L'impianto, situato in prossimità dell'Aeroporto di Cagliari-Elmas, con  il suo  profilo architettonico moderno, all'epoca risultava il più grande e tecnologico centro stampa del Mediterraneo.
La nuova gestione contribuì a far crescere i bilanci con gli introiti pubblicitari e a fidelizzare lettori con iniziative collaterali (come giochi a premi, contest, vincita di gadget e allegati rilegabili). L'apice della spinta innovatrice di Grauso alla guida del quotidiano isolano si ebbe nel luglio 1994: L'Unione Sarda diventa il primo  quotidiano in Europa consultabile on-line, secondo nel mondo dopo The Boston Globe.
L'esperienza editoriale di Grauso varcherà i confini della Sardegna  nel 1989 con l'acquisto di azioni della “Rinascita editrice Spa” (proprietaria della rivista Rinascita, allora diretta da Alberto Asor Rosa) e della Set, società editoriale titolare de Il manifesto.

### Esperienza in Polonia
Essendo convinto di non aver possibilità di movimento in Sardegna, a causa della battaglia politica contro di lui, nella primavera del 1991 Grauso varcò anche i confini dell'Italia diventando coproprietario, attraverso la STEI  (Società Televisiva Italiana), del Życie Warszawy principale quotidiano di Varsavia e il secondo di tutta la nazione. Nell'affare rientrarono anche le due edizioni regionali Zycie Czestochowy e Zycie Radomskie. L'offerta di Grauso, economicamente inferiore rispetto a quella di giganti della comunicazione come i  britannici  della Maxwell Communication Corporation o dei francesi del gruppo Hachette, ebbe la meglio grazie al pieno appoggio del presidente Lech Wałęsa, del sindacato Solidarność e dei giornalisti che sin dall'inizio tifavano per il progetto sardo, soprattutto per il piano di ammodernamento previsto nell'offerta che ricalcava l'esperienza dell'acquisto de L'Unione Sarda con pesanti investimenti nell'informatizzazione e nel centro stampa..
Grauso mantenne le promesse mettendo tutti i fondi necessari per un totale rinnovamento. Per prima cosa affittò un teatro che apparteneva ai servizi segreti della Difesa in pieno centro, che fu trasformato in una originale redazione “open space”. Nella platea le postazioni di giornalisti e poligrafici, in galleria gli uffici. A seguire costruì,  a tempo di record, un moderno centro stampa alla periferia della capitale e attrezzò la redazione con computer di ultima generazione grazie ai quali i giornalisti potevano già fare tutto il lavoro da soli. Anche la grafica venne modificata, coinvolgendo Piergiorgio Maoloni, amico personale di Grauso, e resa più accattivante dando ampio spazio alla fotografia di qualità, ai disegni e alle vignette. Iniziò inoltre la produzione di inserti e supplementi quotidiani dedicati alle donne, al lavoro, alla cultura, all'economia, ai giovani e allo sport.
Le ambizioni di Grauso però non si fermarono qui; la sua idea era quella di creare la prima vera TV privata nazionale polacca. Il primo passo, ad Agosto del 1991, fu l'acquisto della rete televisiva Eko, e a seguire avviò l'installazione di antenne in punti nevralgici del paese: Varsavia, Cracovia, Danzica, Stettino, Lodz e Lublino A inizio ottobre i ripetitori saranno 11 e alla fine del 1992 saranno 6 le televisioni locali controllate da Grauso. L'11 marzo 1993 l'annuncio ufficiale della nascita di Polonia 1, sotto forma di syndication tra 12 emittenti locali che raggiungevano 20 milioni di polacchi. La nuova società si propose di fornire alle testate locali un palinsesto comune di programmi nazionali e internazionali grazie ad accordi siglati da Grauso, per i programmi e la pubblicità, con la Sacis (Rai) e con la Fininvest. Le trasmissioni di Polonia 1 iniziarono domenica 18 aprile con l'opera lirica Don Giovanni di Mozart e un palinsesto di sei ore con inediti consigli per gli acquisti di stampo occidentale.
La nascita di Polonia 1 avvenne in assenza di una legge nazionale sull'emittenza che arriverà solo a fine 1993 assegnando un'unica frequenza per una tv privata nazionale. La syndication di Grauso dovrà così competere con altre 27 società tra cui CNN, Reuters, Canal+ e il gruppo tedesco Bertelsmann. Nonostante gli importanti gruppi interessati, la frequenza fu assegnata a una società interamente polacca. Inutili tutti i tentativi di resistenza da parte di Grauso che nel marzo 1994, quando ormai i giochi erano fatti, promosse un grande evento televisivo in diretta su tutte le televisioni della syndication: affittò il Teatro Wielki, il maggiore della capitale, e fece arrivare l'Orchestra Filarmonica della Scala con il maestro Riccardo Muti. Il concerto fu un evento indimenticabile: tra gli ospiti eccellenti l'ex presidente Francesco Cossiga, tra gli assenti spiccava il nome di Lech Wałęsa. Una grande festa nei saloni dell'hotel Bristol fu l'apoteosi dell’evento, ma anche il simbolico epilogo dell'avventura polacca.
Di fronte all'impotenza di poter contrastare i nuovi equilibri politici, e nonostante il passaggio delle trasmissioni di Polonia 1 sul satellite, Grauso si disfece dell'emittente nel Febbraio 1996 vendendola a Finmedia S.A. Luxemburg dell'imprenditore italiano Mariano Volani. Poco dopo fu la volta del Zycie Warszawy  e dell'innovativo centro stampa che nel maggio del 1996 furono ceduti all’imprenditore Zbigniew Jakubas.
Sempre negli anni novanta lancerà la scommessa di internet, dando vita al primissimo internet provider globale d'Italia, Video On Line, con punti d'accesso in ogni angolo della provincia italiana; l'avventura finirà nel 1996, quando Grauso, a causa delle considerevoli perdite d'esercizio, sarà costretto a vendere l'impresa a Telecom Italia, che ne utilizzerà le strutture e il know-how per creare Tin.it.

### L'esperienza politica con il Nuovo Movimento
Il 24 luglio 1997, dopo un acceso scontro con l'allora presidente della Regione Sardegna Federico Palomba, Nicola Grauso lasciò gli incarichi editoriali e fondò un movimento politico con il nome Nuovo Movimento. Dal 20 agosto 1997 su L'Unione Sarda vennero pubblicate una serie di pagine pubblicitarie. “Presidente Palomba, lei ha ucciso ogni forma di democrazia minima in questo paese…” “Lei ha tolto ogni speranza ai sardi…”. "È il momento di mettersi in movimento". Queste le parole usate nel titolo delle pagine in questione in cui si annunciò la pubblicazione dei documenti del movimento in fascicoli rilegabili e disponibili nelle edicole. In quelle stesse pagine Grauso spiegò l'origine della sua scelta: «[...]Non è stato difficile nel momento in cui l'evento dell'attacco a Palomba ha scatenato decine di migliaia di consensi e ha determinato l'irrevocabile decisione di scendere in politica e recuperare i riferimenti di un pensiero convergente. Gorbaciov, Toffler, László, Negroponte e altri sul piano più generale. Lussu, Bellieni, Cocco Ortu, Gramsci su quello più specifico della nostra identità. Sono questi i pensatori a cui attingiamo per definire un’ipotesi di scenario».
Nonostante Nicola Grauso abbandonò i suoi incarichi editoriali, il suo ingresso in campo nella scena politica generò un profondo disappunto che portò a un acceso scontro tra Federazione Nazionale Stampa Italiana, CGIL, CISL, UIL e l'assemblea dei giornalisti de L'Unione Sarda contro lo stesso Grauso, il nuovo editore Michele Columbu e l'allora direttore Antonangelo Liori.
Grauso con il suo movimento si presentò quindi alle elezioni comunali di Cagliari del maggio 1998. In corsa come sindaco della città, appoggiato da una coalizione di partiti minori, ottenne il 14,47% di preferenze che gli valsero il seggio in consiglio comunale.
Alle elezioni regionali in Sardegna del 1999 Grauso e il Nuovo Movimento si presentarono nella coalizione del futuro presidente Mauro Pili ottenendo due seggi.
L'esperienza politica si concluse nel dicembre del 2001, con le dimissioni di Nicola Grauso dalla carica di consigliere regionale, motivando la sua decisione con la necessità di seguire direttamente i numerosi processi nei quali si trovò coinvolto.

### Il caso Silvia Melis
Ma la notizia più clamorosa che riguardò Grauso fu la sua rivelazione di aver pagato, nelle campagne di Esterzili, il riscatto per la liberazione di Silvia Melis, sequestrata a Tortolì, in Ogliastra, nel febbraio 1997 e liberata nei pressi di Orgosolo, in provincia di Nuoro, nel successivo novembre; la magistratura cagliaritana smentirà con forza che sia mai stato pagato un riscatto, asserendo che Silvia Melis si sarebbe liberata da sola, e tuttavia Grauso terrà duro sulle sue posizioni, finendo indagato per favoreggiamento.
Si candidò nel 1998 a sindaco di Cagliari con la sua lista "Nuovo Movimento", contro l'uscente Mariano Delogu del Polo per le Libertà, ottenendo circa il 10 per cento dei voti. Nicola Grauso entrerà in prorompente polemica con la magistratura di Palermo e di Cagliari dopo l'agosto 1998, quando il magistrato Luigi Lombardini, imputato con lui di tentata estorsione ai danni del padre di Silvia Melis, si suiciderà tragicamente nel proprio ufficio; ne seguiranno accese polemiche e, in particolare, un'iniziativa della Procura della Repubblica di Cagliari intesa a propiziare il commissariamento de L'Unione Sarda per debiti.
A seguito di questa iniziativa, Grauso dovrà cedere tutte le sue attività editoriali all'imprenditore Sergio Zuncheddu; tuttavia riuscirà ad entrare col suo partito nel Consiglio regionale della Sardegna e a concorrere a determinare le condizioni per mandare all'opposizione i suoi avversari politici. Grauso e i co-imputati furono in seguito assolti dalle accuse con la motivazione che il fatto non sussisteva.

### L'esperienza diE Polis
Dopo altre iniziative discusse, quali la compravendita in massa di domini internet, numerosi dei quali coi nomi di politici, giornalisti e magistrati, Grauso, dall'ottobre 2004, tornò prepotentemente in campo nel settore dell'editoria, creando una rete di quotidiani regionali e locali, sotto la sigla nazionale E Polis, promossi attraverso un'aggressiva politica di distribuzione gratuita; diversamente da precedenti posizioni assunte da Grauso, la linea di questi quotidiani era orientata a sinistra, e del resto è nota la vicinanza di Grauso all'ex presidente della Regione Sardegna, Renato Soru che, utilizzando la tecnologia e il know how messogli a disposizione da Grauso, creò l'internet provider Czech On Line nella Repubblica Ceca. Nell'aprile 2007 fondò la concessionaria di pubblicità Epm.
Nel luglio dello stesso anno una grave crisi finanziaria determinò la sospensione delle pubblicazioni di tutti i 15 giornali della catena editoriale e a partire dal 1º agosto il trattamento di Cassa integrazione per tutti i dipendenti del gruppo. Il 10 settembre 2007 i quotidiani E Polis ripresero le pubblicazioni per poi cessare definitivamente a gennaio 2011 con una istanza di fallimento avanzata proprio dalla famiglia Grauso, proprietaria dell'immobile di Cagliari nel quale era ubicata la redazione.
Nel 2016 fu rinviato a giudizio. A fine 2024 arriva la condanna del Tribunale di Cagliari.

### Il crac della cartiera di Arbatax
Il 23 settembre 2011, dopo esser stato assolto in primo grado, venne condannato in Appello a Cagliari assieme ad Antonangelo Liori, Michele Dore, Andreano Madeddu, Claudio Marcello Massa e Alfredo Boletti per le contestazioni che andavano a vario titolo da bancarotta fraudolenta ad altri reati legati al fallimento. La condanna fu poi estinta dalla Cassazione per sopraggiunta prescrizione.

### Gli ultimi anni
A febbraio del 2024 ricevette la diagnosi di un carcinoma polmonare a piccole cellule, inoperabile. Morì il 18 maggio 2025, a 76 anni.